# Grajena
Grajena este o localitate din comuna Ptuj, Slovenia, cu o populație de 324 de locuitori.